# Jekaterina Toedegesjeva
Jekaterina Nikolajevna Toedegesjeva (Russisch: Екатерина Николаевна Тудегешева) (Rostov aan de Don, 30 oktober 1987) is een Russische snowboardster. Ze vertegenwoordigde haar vaderland op de Olympische Winterspelen 2006 in Turijn, op de Olympische Winterspelen 2010 in Vancouver en op de Olympische Winterspelen 2014 in Sotsji. Ze nam onder olympische vlag deel aan de Olympische Winterspelen 2018 in Pyeongchang.

## Carrière
Bij haar wereldbekerdebuut, in januari 2003 in Berchtesgaden, scoorde Toedegesjeva direct haar eerste wereldbekerpunten, drie dagen later behaalde ze haar eerste toptienklassering. In december 2006 stond de Russin in San Vigilio di Marebbe voor de eerste keer in haar carrière op het podium van een wereldbekerwedstrijd, een week later boekte ze in Bad Gastein haar eerste wereldbekerzege. In het seizoen 2010/2011 legde Toedegesjeva beslag op zowel de wereldbeker parallel als de gecombineerde wereldbeker parallel/snowboardcross.
In haar carrière nam de Russin vijf maal deel aan de wereldkampioenschappen snowboarden. Op de FIS wereldkampioenschappen snowboarden 2007 in Arosa veroverde ze de wereldtitel op de parallelreuzenslalom, twee jaar later sleepte ze in Gangwon de bronzen medaille in de wacht op de parallelslalom. Op de FIS wereldkampioenschappen snowboarden 2013 in Stoneham werd Toedegesjeva wereldkampioene op de parallelslalom.
Tijdens de Olympische Winterspelen van 2006 in Turijn eindigde Toedegesjeva als vijfde op de parallelreuzenslalom, vier jaar later in Vancouver eindigde ze als tiende op datzelfde onderdeel.

## Resultaten

### Olympische Winterspelen
| Jaar | Plaats      | Resultaten                                  |
| ---- | ----------- | ------------------------------------------- |
| 2006 | Turijn      | 5e Parallelreuzenslalom                     |
| 2010 | Vancouver   | 10e Parallelreuzenslalom                    |
| 2014 | Sotsji      | 16e Parallelslalom 15e Parallelreuzenslalom |
| 2018 | Pyeongchang | 14e Parallelreuzenslalom                    |

### Wereldkampioenschappen
| Jaar | Plaats        | Resultaten                                                     |
| ---- | ------------- | -------------------------------------------------------------- |
| 2003 | Kreischberg   | 37e Parallelslalom 35e Parallelreuzenslalom 16e Snowboardcross |
| 2005 | Whistler      | DSQ Parallelslalom 4e Parallelreuzenslalom DNF Snowboardcross  |
| 2007 | Arosa         | 5e Parallelslalom · Parallelreuzenslalom                       |
| 2009 | Gangwon       | Parallelslalom · 5e Parallelreuzenslalom                       |
| 2011 | La Molina     | 5e Parallelslalom 6e Parallelreuzenslalom                      |
| 2013 | Stoneham      | Parallelslalom · 11e Parallelreuzenslalom                      |
| 2015 | Kreischbefg   | 8e Parallelslalom 9e Parallelreuzenslalom                      |
| 2017 | Sierra Nevada | 11e Parallelslalom · Parallelreuzenslalom                      |

### Wereldbeker
Eindklasseringen
| Seizoen   | Algm | PAR    | PGS    | PSL    | SBX |
| --------- | ---- | ------ | ------ | ------ | --- |
| 2002/2003 | –    | –      | –      | –      | 25e |
| 2003/2004 | 23e  | 59e    | –      | –      | 42e |
| 2004/2005 | –    | 30e    | –      | –      | 36e |
| 2005/2006 | 59e  | 25e    | –      | –      | –   |
| 2006/2007 | 11e  | 7e     | –      | –      | –   |
| 2007/2008 | 19e  | 10e    | –      | –      | –   |
| 2008/2009 | 43e  | 19e    | –      | –      | –   |
| 2009/2010 | 8e   | 5e     | –      | –      | –   |
| 2010/2011 | Goud | Goud   | –      | –      | –   |
| 2011/2012 | –    | 5e     | –      | –      | –   |
| 2012/2013 | –    | 4e     | 4e     | 5e     | –   |
| 2013/2014 | –    | 4e     | 6e     | Brons  | –   |
| 2014/2015 | –    | 21e    | 19e    | 21e    | –   |
| 2015/2016 | –    | Zilver | Zilver | Zilver | –   |
| 2016/2017 | –    | Zilver | Goud   | 14e    | –   |
| 2017/2018 | –    | 5e     | 6e     | Goud   | –   |

Wereldbekerzeges
| Datum            | Plaats          | Onderdeel            |
| ---------------- | --------------- | -------------------- |
| 20 december 2006 | Bad Gastein     | Parallelslalom       |
| 17 januari 2010  | Nendaz          | Parallelreuzenslalom |
| 21 maart 2010    | La Molina       | Parallelreuzenslalom |
| 10 oktober 2010  | Landgraaf       | Parallelslalom       |
| 10 december 2010 | Limone Piemonte | Parallelreuzenslalom |
| 9 januari 2011   | Bad Gastein     | Parallelslalom       |
| 20 februari 2011 | Stoneham        | Parallelreuzenslalom |
| 5 maart 2011     | Moskou          | Parallelslalom       |
| 19 maart 2011    | Valmalenco      | Parallelreuzenslalom |
| 22 februari 2012 | Stoneham        | Parallelreuzenslalom |
| 8 februari 2013  | Rogla           | Parallelreuzenslalom |
| 8 januari 2016   | Bad Gastein     | Parallelslalom       |